# Collegio elettorale di Massa (Camera dei deputati)
Il collegio di Massa fu un collegio elettorale uninominale della Repubblica Italiana per l'elezione della Camera dei deputati. Apparteneva alla circoscrizione Toscana e fu utilizzato per eleggere un deputato nella XII, XIII e XIV legislatura.
Venne istituito nel 1993 con la cosiddetta Legge Mattarella (Legge n. 277, Nuove norme per l'elezione della Camera dei deputati), attuata in seguito al referendum abrogativo del 1993. La legge istituì per la Camera dei deputati e per il Senato della Repubblica un sistema di elezione misto, in parte maggioritario e in parte proporzionale. Il 75% dei parlamentari dell'assemblea veniva eletto in collegi uninominali tramite sistema maggioritario a turno unico; il restante 25% alla Camera veniva eletto tramite sistema proporzionale con liste bloccate.
Il collegio venne abolito insieme a tutti gli altri che costituivano la Camera con la promulgazione della legge elettorale successiva, la cosiddetta Legge Calderoli. Questa prevedeva un sistema proporzionale con premio di maggioranza, che alla Camera veniva attribuito a livello nazionale.

## Territorio
Il collegio di Massa era uno dei 29 collegi uninominali in cui era suddivisa la Toscana e, come previsto dal D.Lgs. del 20 dicembre 1993 n. 536, era compreso nelle province di Lucca e di Massa-Carrara e comprendeva i seguenti comuni: Forte dei Marmi, Massa, Montignoso e Pietrasanta.

## Eletti
| Elezione | Elezione | Deputato           | Partito            |
| -------- | -------- | ------------------ | ------------------ |
|          | 1994     | Fabio Evangelisti  | Progressisti (PDS) |
|          | 1996     | Fabio Evangelisti  | L'Ulivo (PDS)      |
|          | 2001     | Elena Emma Cordoni | L'Ulivo (DS)       |

## Dati elettorali

### XII legislatura

#### Risultati proporzionale
| Coalizioni        | Coalizioni                      | Liste                                 | Liste                              | Voti   | %     |
| ----------------- | ------------------------------- | ------------------------------------- | ---------------------------------- | ------ | ----- |
|                   | Progressisti                    |                                       | Partito Democratico della Sinistra | 15.974 | 20,28 |
|                   | Progressisti                    | Rifondazione Comunista                | 9.792                              | 12,43  |       |
|                   | Progressisti                    | Partito Socialista Italiano           | 2.410                              | 3,06   |       |
|                   | Progressisti                    | Federazione dei Verdi                 | 2.147                              | 2,73   |       |
|                   | Progressisti                    | Movimento per la Democrazia - La Rete | 1.099                              | 1,40   |       |
|                   | Progressisti                    | Alleanza Democratica                  | 1.085                              | 1,38   |       |
| Totale coalizione | Totale coalizione               | 32.507                                | 41,28                              |        |       |
|                   | Polo delle Libertà              |                                       | Forza Italia                       | 16.570 | 21,04 |
|                   | Polo delle Libertà              | Lega Nord                             | 3.023                              | 3,84   |       |
| Totale coalizione | Totale coalizione               | 19.593                                | 24,88                              |        |       |
|                   | Patto per l'Italia              |                                       | Partito Popolare Italiano          | 7.262  | 9,22  |
|                   | Patto per l'Italia              | Patto Segni                           | 4.834                              | 6,14   |       |
| Totale coalizione | Totale coalizione               | 12.096                                | 15,36                              |        |       |
|                   | Alleanza Nazionale              | Alleanza Nazionale                    | Alleanza Nazionale                 | 10.440 | 13,26 |
|                   | Lista Pannella                  | Lista Pannella                        | Lista Pannella                     | 3.138  | 3,98  |
|                   | Socialdemocrazia per le Libertà | Socialdemocrazia per le Libertà       | Socialdemocrazia per le Libertà    | 776    | 0,99  |
|                   | Insieme per lo Sviluppo         | Insieme per lo Sviluppo               | Insieme per lo Sviluppo            | 206    | 0,26  |
| Totale            | Totale                          | Totale                                | Totale                             | 78.756 |       |

#### Risultati uninominale
|                               | Fabio Evangelisti ✔️ Eletto  | Progressisti                             | 31 234 | 40,23 |  |  |  |  |  |
|                               | Riccardo Fragassi            | Polo delle Libertà (FI - LN - CCD - UDC) | 19 904 | 25,64 |  |  |  |  |  |
|                               | Cesare Ugolotti              | Patto per l'Italia                       | 12 231 | 15,76 |  |  |  |  |  |
|                               | Nicola Silvestri             | Alleanza Nazionale                       | 11 043 | 14,22 |  |  |  |  |  |
|                               | Carlo Maria Roberto Del Nero | Lista Marco Pannella - Riformatori       | 3 219  | 4,15  |  |  |  |  |  |
| Totale                        | Totale                       | Totale                                   | 77 631 | 100   |  |  |  |  |  |
|                               |                              |                                          |        |       |  |  |  |  |  |
| Fonte: Ministero dell'interno |                              |                                          |        |       |  |  |  |  |  |

### XIII legislatura

#### Risultati proporzionale
| Coalizioni        | Coalizioni                         | Liste                                     | Liste                              | Voti   | %     |
| ----------------- | ---------------------------------- | ----------------------------------------- | ---------------------------------- | ------ | ----- |
|                   | Polo per le Libertà                |                                           | Alleanza Nazionale                 | 13.858 | 18,33 |
|                   | Polo per le Libertà                | Forza Italia                              | 13.129                             | 17,37  |       |
|                   | Polo per le Libertà                | CCD-CDU                                   | 4.201                              | 5,56   |       |
| Totale coalizione | Totale coalizione                  | 31.188                                    | 41,26                              |        |       |
|                   | L'Ulivo                            |                                           | Partito Democratico della Sinistra | 17.064 | 22,57 |
|                   | L'Ulivo                            | Popolari per Prodi (PPI-SVP-PRI-UD-Prodi) | 5.258                              | 6,96   |       |
|                   | L'Ulivo                            | Rinnovamento Italiano                     | 2.534                              | 3,35   |       |
|                   | L'Ulivo                            | Federazione dei Verdi                     | 1.654                              | 2,19   |       |
| Totale coalizione | Totale coalizione                  | 26.510                                    | 35,07                              |        |       |
|                   | Progressisti                       |                                           | Rifondazione Comunista             | 12.412 | 16,42 |
|                   | Lega Nord                          | Lega Nord                                 | Lega Nord                          | 2.104  | 2,78  |
|                   | Lista Pannella - Sgarbi            | Lista Pannella - Sgarbi                   | Lista Pannella - Sgarbi            | 1.312  | 1,74  |
|                   | Movimento Sociale Fiamma Tricolore | Movimento Sociale Fiamma Tricolore        | Movimento Sociale Fiamma Tricolore | 807    | 1,07  |
|                   | Partito Socialista                 | Partito Socialista                        | Partito Socialista                 | 802    | 1,06  |
|                   | Mani Pulite                        | Mani Pulite                               | Mani Pulite                        | 216    | 0,29  |
|                   | Movimento Autonomista Toscano      | Movimento Autonomista Toscano             | Movimento Autonomista Toscano      | 189    | 0,25  |
|                   | Partito Umanista                   | Partito Umanista                          | Partito Umanista                   | 50     | 0,07  |
| Totale            | Totale                             | Totale                                    | Totale                             | 75.590 |       |

#### Risultati uninominale
|                               | Fabio Evangelisti ✔️ Eletto | L'Ulivo             | 39 031 | 52,44 |  |  |  |  |  |
|                               | Luigi Della Pina            | Polo per le Libertà | 29 820 | 40,06 |  |  |  |  |  |
|                               | Gianfranco Lodezzano        | Fiamma Tricolore    | 2 797  | 3,76  |  |  |  |  |  |
|                               | Vincenzo Soldati            | Lega Nord           | 2 782  | 3,74  |  |  |  |  |  |
| Totale                        | Totale                      | Totale              | 74 430 | 100   |  |  |  |  |  |
|                               |                             |                     |        |       |  |  |  |  |  |
| Fonte: Ministero dell'interno |                             |                     |        |       |  |  |  |  |  |

### XIV legislatura

#### Risultati proporzionale
| Coalizioni        | Coalizioni              | Liste                                 | Liste                   | Voti   | %     |
| ----------------- | ----------------------- | ------------------------------------- | ----------------------- | ------ | ----- |
|                   | Casa delle Libertà      |                                       | Forza Italia            | 19.314 | 25,69 |
|                   | Casa delle Libertà      | Alleanza Nazionale                    | 10.330                  | 13,74  |       |
|                   | Casa delle Libertà      | CCD-CDU                               | 1.942                   | 2,58   |       |
|                   | Casa delle Libertà      | Nuovo PSI                             | 1.241                   | 1,65   |       |
|                   | Casa delle Libertà      | Lega Nord                             | 735                     | 0,98   |       |
| Totale coalizione | Totale coalizione       | 33.562                                | 44,64                   |        |       |
|                   | L'Ulivo                 |                                       | Democratici di Sinistra | 15.258 | 20,29 |
|                   | L'Ulivo                 | La Margherita (Dem - PPI - RI- UDEUR) | 11.356                  | 15,10  |       |
|                   | L'Ulivo                 | Comunisti Italiani                    | 1.942                   | 2,58   |       |
|                   | L'Ulivo                 | Il Girasole (FdV - SDI)               | 1.455                   | 1,94   |       |
| Totale coalizione | Totale coalizione       | 30.011                                | 39,91                   |        |       |
|                   | Rifondazione Comunista  | Rifondazione Comunista                | Rifondazione Comunista  | 7.038  | 9,36  |
|                   | Lista Di Pietro         | Lista Di Pietro                       | Lista Di Pietro         | 2.012  | 2,68  |
|                   | Lista Pannella - Bonino | Lista Pannella - Bonino               | Lista Pannella - Bonino | 1.563  | 2,08  |
|                   | Democrazia Europea      | Democrazia Europea                    | Democrazia Europea      | 817    | 1,09  |
|                   | Comunismo               | Comunismo                             | Comunismo               | 139    | 0,18  |
|                   | Abolizione scorporo     | Abolizione scorporo                   | Abolizione scorporo     | 48     | 0,06  |
| Totale            | Totale                  | Totale                                | Totale                  | 75.190 |       |

#### Risultati uninominale
|                               | Elena Emma Cordoni ✔️ Eletta | L'Ulivo            | 38 864 | 52,21 |  |  |  |  |  |
|                               | Vincenzo Soldati             | Casa delle Libertà | 30 887 | 41,50 |  |  |  |  |  |
|                               | Luciano Faenzi               | Democrazia Europea | 2 482  | 3,33  |  |  |  |  |  |
|                               | Enrico Baudinelli            | Lista Di Pietro    | 2 198  | 2,95  |  |  |  |  |  |
| Totale                        | Totale                       | Totale             | 74 431 | 100   |  |  |  |  |  |
|                               |                              |                    |        |       |  |  |  |  |  |
| Fonte: Ministero dell'interno |                              |                    |        |       |  |  |  |  |  |